# Devrouze
Devrouze település Franciaországban, Saône-et-Loire megyében. Lakosainak száma 328 fő (2022. január 1.). Devrouze Mervans, Diconne, Saint-Germain-du-Bois, Simard és Thurey községekkel határos.

## Népesség
A település népességének változása:
| Lakosok száma | 321  | 314  | 311  | 310  | 311  | 317  | 323  | 328  |
|               | 2013 | 2015 | 2017 | 2018 | 2019 | 2020 | 2021 | 2022 |